# 塞尔维利 (阿列省)
塞尔维利（法語：Servilly）是法国阿列省的一个市镇，属于维希区（Vichy）拉帕利斯县（Lapalisse）。该市镇2009年时的人口为295人。

## 人口
塞尔维利人口变化图示
| 数据来源：INSEE |